# Sherri Steinhauer

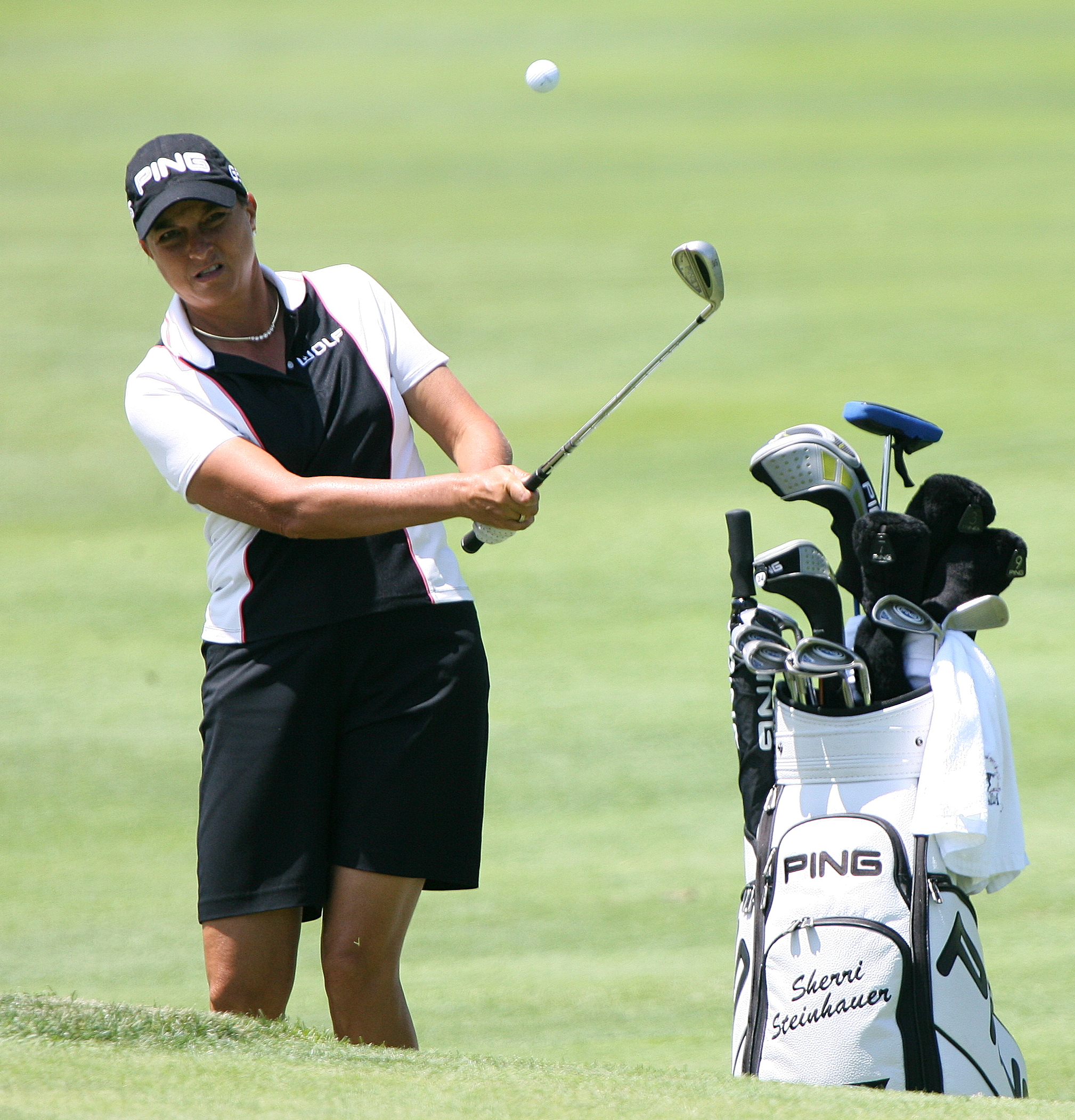
Sherri Steinhauer

Sherri Steinhauer, född 27 december 1962 i Madison i Wisconsin, är en amerikansk professionell golfspelare.
Steinhauer hade en framgångsrik juniorkarriär och hennes största framgångar var seger tre år i rad i Wisconsin State Junior Championship 1978-1980. 1983 vann hon Women's Trans-National. Hon spelade golf under sin studietid på University of Texas där hon vann fem tävlingar. Hon ställde som amatör upp i 1983 års US Womens Open.
Hon blev professionell 1986 då hon blev medlem på den amerikanska LPGA-touren i sitt första försök på kvalificeringsskolan. Hennes största seger i karriären kom i majortävlingen du Maurier Classic 1992. Hon har även vunnit Weetabix Womens British Open två gånger men då räknades inte den tävlingen som en major.
Steinhauer deltog i det amerikanska Solheim Cup-laget 1994, 1998 och 2000.

## Meriter

### Majorsegrar
- 2006 Weetabix Womens British Open
- 1992 du Maurier Classic

### LPGA-segrar
- 1994 Sprint Championship
- 1998 Weetabix Womens British Open
- 1999 Japan Airlines Big Apple Classic, Weetabix Womens British Open
- 2004 Sybase Classic Presented by Lincoln Mercury.